# Xanthodes
Genre
Xanthodes est un genre de lépidoptères (papillons) de la famille des Noctuidae (anciennement placé dans les Nolidae).

## Liste des espèces
Selon FUNET Tree of Life (12 mars 2020) :
- Xanthodes albago (Fabricius, 1794)
- Xanthodes amata Walker, 1865
- Xanthodes congenita (Hampson, 1912)
- Xanthodes dinarodes (Hampson, 1912)
- Xanthodes dohertyi (Swinhoe, 1918)
- Xanthodes emboloscia (Turner, 1902)
- Xanthodes gephyrias (Meyrick, 1902)
- Xanthodes intersepta Guenée, 1852
- Xanthodes tabulata (Swinhoe, 1918)
- Xanthodes transversa Guenée, 1852